# أبو زرعة الرازي
أبو زرعة عبيد الله بن عبد الكريم بن يزيد بن فروخ الرازي، (207 ه- 264هـ)، محدث الري ومسندها من الأئمة في الحديث، ومن الحفاظ الثقات.

## اسمه
اسمه عبيد الله بن عبد الكريم بن يزيد بن فروح بن داود، يكنى بأبي زُرْعَة الرازي، وهو مولى عياش بن مطرف بن عبيد الله بن عياش بن أبي ربيعة القرشي المخزومي.

## مولده
ولد بعد نيف ومائتين

## كنيتة
كنيته أبو زرعة وقد اشتهر بهذه الكنية.
يقال له الرازي نسبة إلى الري بزيادة زاي وهي بلده ويقال له القرشي المخزومي نسبة إلى قبيلة نسبة ولاء وهو عياش بياء مثناه من تحت وآخره شين معجمة ابن مطرّف القرشي هكذا في المنهج الأحمد وتاريخ بغداد وتهذيب التهذيب أما كتاب الجمع بين رجال الصحيحين وطبقات الحنابلة ففيهما عباس بموحدة ومهملة.

## ممن روى عنهم
رحل أبو زرعة إلى الحرمين والعراق والشام والجزيرة وخراسان ومصر وروى عن كثيرين فروى عن أبي عاصم وأبي نعيم وقبيصة بن عقبة ومسلم بن إبراهيم وأبي الوليد الطيالسي وأحمد بن يونس وخلاد بن يحيى والقعنبي ومحمد بن سعيد بن سابق وأبي ثابت المدني وأبي سلمة التبوذكي والحكم بن موسى ويحيى بن عبد الله بن بكير وعبد الله بن صالح العجلي وابن الطبري وخلق كثير سواهم.

## ممن رووا عنه
روى عنه مسلم بن الحجاج والترمذي والنسائي وابن ماجه وإسحاق بن موسى الأنصاري وحرملة بن يحيى والربيع بن سليمان ومحمد بن حميد الرازي وعمرو بن علي ويونس بن عبد الأعلى وغيرهم.

## من خرج حديثه
خرج حديثه مسلم في صحيحه والترمذي والنسائي وابن ماجه في سننهم كل منهم روى عنه مباشرة والذي أخرجه مسلم في صحيحه عنه حديث واحد أخرجه في أول كتاب الرقاق وهو حديث ابن عمر ما قال: كان من دعاء النبي صلى الله عليه وسلم: «اللهم إني أعوذ بك من زوال نعمتك وتحول عافيتك وفجأة نقمتك وجميع سخطك».
وقال النووي في شرحه (17-54) وهذا الحديث رواه مسلم عن أبي زرعة الرازي أحد حفاظ الإسلام وأكثرهم حفظاً ولم يرو مسلم في صحيحه عنه غير هذا الحديث وهو من أقران مسلم توفي بعد مسلم بثلاث سنين سنة أربع وستين ومائتين انتهى وقد أشار الخزرجي في الخلاصة إليه فقال: وعنه مسلم فرد حديث ونقل الحافظ بن حجر في ترجمته في تهذيب التهذيب أن مسلماً روى عنه حديثين.

## ثناء الأئمة عليه
لأبي زرعة الرازي من ثناء الأئمة حظ وافر ونصيب كبير فقد ذكروه بخير وأثنوا عليه في دينه وورعه وقوة حفظه وسعة علمه.
- قال فيه النسائي:«ثقة»
- قال أبو حاتم:«إمام»
- قال الخطيب:«كان إماماً رزيناً حافظاً مكثراً صادقاً»
- قال عبد الله بن أحمد بن حنبل:«لما قدم أبو زرعة نزل عند أبي وكان كثير المذاكرة له فسمعت أبي يقول يوماً: ما صليت غير الفرض استأثرت بمذاكرة أبي زرعة» وقال عبد الله بن أحمد:«سمعت أبي يقول ما جاوز النهر أفقه من إسحاق ولا أحفظ من أبي زرعة» وقال صالح بن محمد عن أبي زرعة:«أنا أحفظ عشرة آلاف حديث في القراءات» وقال أيضاً:«سمعت أبا زرعة يقول: كتبت عن إبراهيم بن موسى الرازي مائة ألف حديث وعن أبي بكر بن أبي شيبة مائة ألف حديث»
- قال أبو يعلى الموصلي:«ما سمعت يذكر أحد في الحفظ إلاّ كان اسمه أكبر من رؤيته إلاّ أبا زرعة فإن مشاهدته كانت أعظم من اسمه»
- قال أبو جعفر التستري:«سمعت أبا زرعة يقول: ما سمعت أذني شيئاً من العلم إلاّ وعا قلبي وإن كنت لأمشي في السوق بغداد فأسمع من الغرف صوت المغنيات فأضع أصبعي في أذني مخافة أن يعيه قلبي»
- قال أبو حاتم:«حدثني أبو زرعة وما خلف بعده مثله علماً وفقهاً وفهماً وصيانة وصدقاً ولا أعلم في المشرق والمغرب من كان يفهم هذا الشأن مثله» قال:«وإذا رأيت الرازي ينتقص أبا زرعة فاعلم أنه مبتدع» وروى البيهقي عن ابن وارة قال:«كنا عند إسحاق بنيسابور فقال رجل: سمعت أحمد يقول صح من الحديث سبعمائة ألف حديث وكسر وهذا الفتى يعني أبا زرعة قد حفظ ستمائة ألف حديث» وقال محمد ابن جعفر بن حمكويه:«قال أبو زرعة: أحفظ ستمائة ألف حديث كما يحفظ الإنسان قل هو الله أحد»
- قال ابن حبان في الثقات:«كان أحد أئمة الدنيا في الحديث مع الدين والورع والمواظبة على الحفظ والمذاكرة وترك الدنيا وما فيه الناس»
- قال الذهبي في تذكرة الحفاظ:«الإمام حافظ العصر» وقال:«كان من أفراد الدهر حفظاً وذكاء ًوديناً وإخلاصاً وعلماً وعملاً»
- قال أبو بكر بن أبي شيبة:«ما رأيت أحفظ من أبي زرعة»
- قال علي بن الجنيد:«ما رأيت أعلم من أبي زرعة»
- قال يونس بن عبد الأعلى:«ما رأيت أكثر تواضعاً من أبي زرعة»
- قال ابن كثير في البداية والنهاية:«أحد الحفاظ المشهورين» قيل أنه كان يحفظ سبعمائة ألف حديث وكان فقيهاً ورعاً زاهداً عابداً متواضعاً خاشعاً أثنى عليه أهل زمانه وشهدوا له بالتقدم على أقرانه وقال ابن الجوزي في صفة الصفوة:«كان من كبار الحفاظ وسادات أهل التقوى».
- قال ابن حجر في التقريب:«إمام حافظ ثقة مشهور».
- قال النووي في شرح مسلم:«أحد حفاظ الإسلام وأكثرهم حفظاً».

## آثاره
لأبي زرعة الرازي مسند ذكره الكتاني في الرسالة المستطرفة ص64 ويوجد في معهد المخطوطات بجامعة الدول العربية كتاب: الضعفاء والكذابون والمتروكون من أصحاب الحديث عن أبي زرعة وأبي حاتم الرازيين مما سألهم عنه وجمعه وألفه أبو عثمان سعيد بن عمرو بن عمار البرذعي الحافظ المتوفى سنة 292 وهو برقم 719 قسم التاريخ.

## وفاته
توفي أبو زرعة بالري سنة أربع وستين ومائتين (264هـ) في يوم الإثنين آخر يوم من السنة، أرخ وفاته في هذه السنة الحافظ في التقريب، والذهبي في العبر، وابن كثير في البداية والنهاية، وابن أبي يعلى في طبقات الحنابلة، ولم أقف على ما يخالف هذا القول إلاّ قولاً حكاه الحافظ في تهذيب التهذيب عن أبي حاتم أنه توفي سنة ثمان وستين أي ومائتين، أما سنة ولادته فقد سئل عنها فقال:«ولدت سنة مائتين» نقل ذلك ابن أبي يعلى في طبقات الحنابلة، وذكر ابن كثير في البداية والنهاية قولاً آخر في سنة ولادته وأنها في سنة تسعين ومائة، ولا شك أن الأرجح في ذلك ما ذكره هو عن نفسه ومدة عمره على هذا أربع وستون سنة.
وروي أنه عند وفاته اجتمع عنده عدد من العلماء الرازيين، فأرادوا تلقينه فاستحيوا منه، فرأوا أن يتذاكروا في حديث التلقين، فشرع أحدهم بإسناد حديث ثم وقف أثناءه فقال أبو زرعة حدثنا بندار وساق إسناده إلى رسول الله صلى الله عليه وسلم أنه قال: «من كان آخر كلامه من الدنيا لا إله إلاّ الله» وتوفي.

## ممن ترجم له
1. ترجم له ابن أبي حاتم في مقدمة الجرح والتعديل 328.
2. الذهبي في العبر 2-28 وتذكرة الحفاظ 2-136.
3. ابن حجر في تهذيب التهذيب 7-30 وفي التقريب 1-536.
4. الخزرجي في الخلاصة 213.
5. ابن القيسراني في الجمع بين رجال الصحيحين 306.
6. الخطيب في تاريخ بغداد 10- 326.
7. ابن كثير في البداية والنهاية 11- 37.
8. العليمي في المنهج الأحمد 1- 148.
9. ابن أبي يعلى في طبقات الحنابلة 1- 199.
10. ابن عماد في شذرات الذهب 2- 148.
11. ابن الجوزي في صفة الصفوة 4- 69.
12. كحالة في معجم المؤلفين 6- 239.